# Zorocratidae
Los zorocrátidos (Zorocratidae) son  una familia de arañas araneomorfas, que forman parte de los licosoideos (Lycosoidea), una superfamilia formada por once familias entre las cuales destacan por su número de especies las familias Lycosidae, Ctenidae, Oxyopidae y Pisauridae. Actualmente se ha desestimado como familia y sus géneros se han transferido a las familias Udubidae y Zoropsidae.
Son arañas poco comunes, similares a los licósidos, y son errantes. Sin embargo, difieren en la disposición de los ojos, en dos filas.

## Distribución
Se encuentran principalmente en África, Madagascar, y Norteamérica.  Esta distribución hace suponer que existió una conexión terrestre que se rompió con la deriva continental y la consecuente separación de América y África.

## Sistemática
Con la información recogida hasta el 31 de diciembre de 2011, esta familia contaba con 42 especies descritas comprendidas en 5 géneros, actualmente reubicados en otras familias:
- Campostichomma Karsch, 1891 → Udubidae
- Raecius Simon, 1892 → Udubidae
- Uduba Simon, 1880 → Udubidae
- Zorocrates Simon, 1888 → Zoropsidae
- Zorodictyna Strand, 1907 → Udubidae